# Ornithogalum algeriense
Ornithogalum algeriense là một loài thực vật có hoa trong họ Măng tây. Loài này được Jord. & Fourr. mô tả khoa học đầu tiên năm 1866.